# 辛姓
辛姓，是中国的一个姓氏。在《百家姓》中排第379位。

## 起源
辛姓的起源較主要的有四個：
一是夏禹的後代。夏禹的兒子夏啟封其子於莘（今陝西合陽東南）建立莘國。居其地者以地名取姓為莘姓，後去草頭為辛姓。
二是源於上古的有莘氏。莘氏是有莘氏的後裔。相傳，夏禹的母親就是莘氏之女，商湯也有娶有莘氏女子為妻。莘，後改作辛，成為辛姓一支。
三是出自項姓，項姓在後周被賜辛姓。
四是暴姓所改，「暴」字義較差，其後人以先祖暴辛公之名，改為辛姓。

## 分布
辛姓望族居於隴西（今甘肅蘭州、鞏昌、秦州一帶）。辛姓為澎湖和金門人最多和特有的姓氏，為常見姓氏，祖先大多來是甘肅陇西。金門，今福建金門一帶也有存在。台灣的辛姓大多來自澎湖及金門移民過去的居民。

## 延伸阅读
[在维基数据编辑]
 《百家姓》
 《欽定古今圖書集成·明倫彙編·氏族典·辛姓部》，出自陈梦雷《古今圖書集成》